# 瀬崎隼人
瀬崎隼人（せざき はやと、1980年1月21日 - ）は、日本の元ラグビー選手。

## プロフィール
- 青森県出身[2]。
- ポジションはウィング(WTB)。
- 身長 182cm、体重 93kg
- ニックネームはハヤト。

## 経歴
2006年から2014年までトップリーグのNECグリーンロケッツに所属した。。
所属チーム：三沢商業高校→国際武道大学→日野自動車レッドドルフィンズ→NECグリーンロケッツ